# Römerlager Porta Westfalica

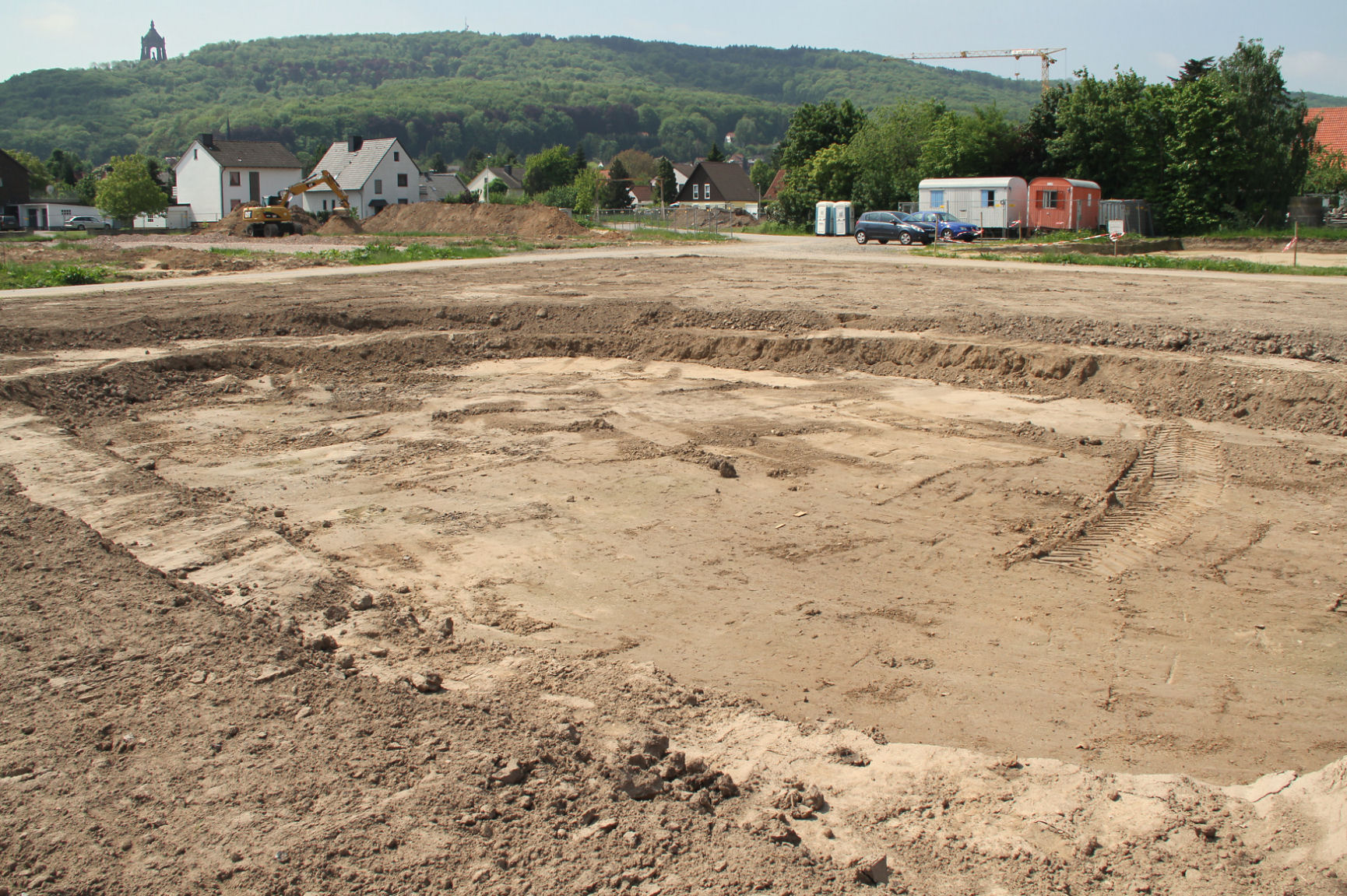
Ausgrabungen auf dem Areal des Römerlagers, im Hintergrund der Wittekindsberg mit dem Kaiser-Wilhelm-Denkmal, 2008

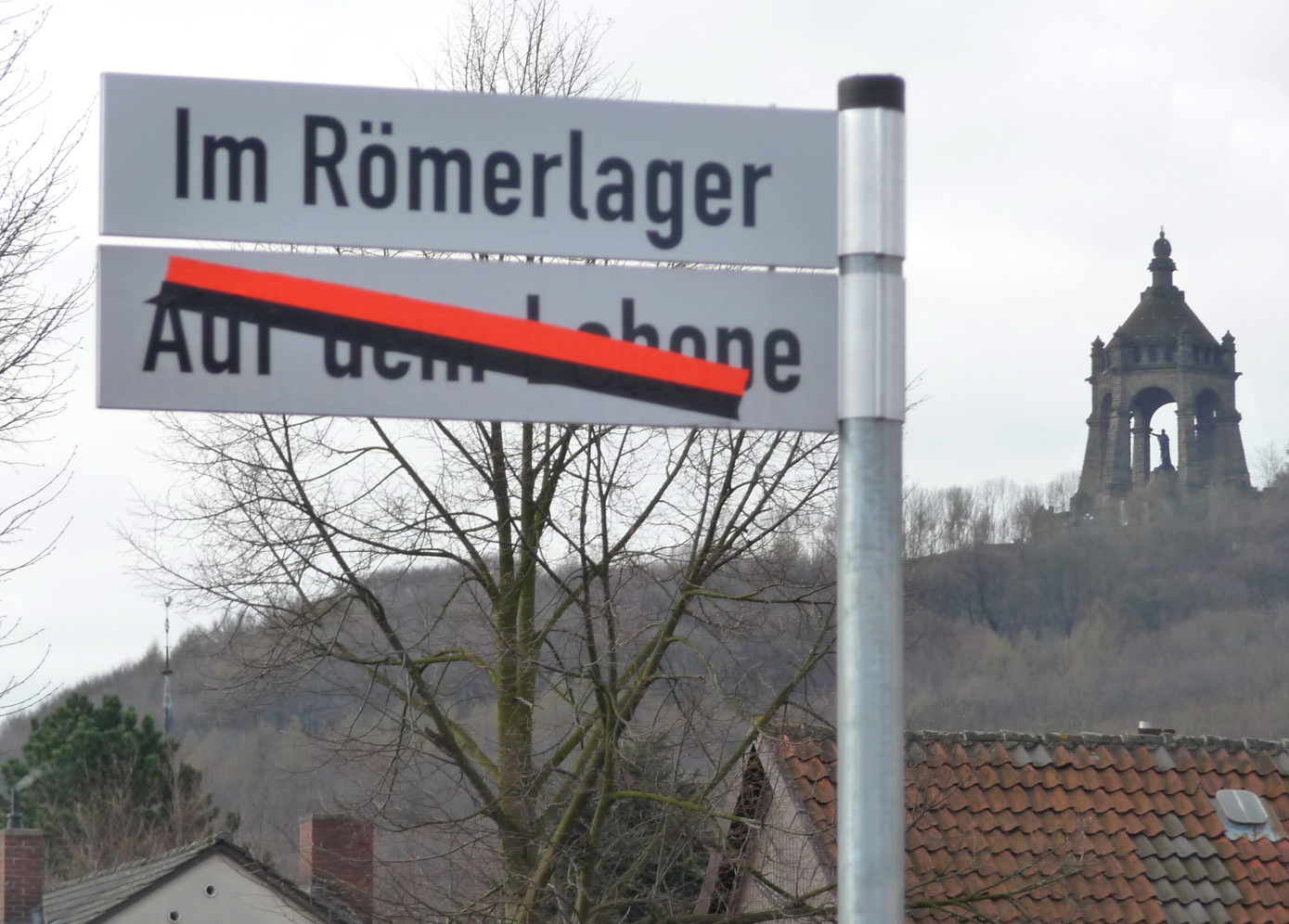
Straßenumbenennung in Barkhausen nach der Entdeckung des Römerlagers, rechts im Bild das Kaiser-Wilhelm-Denkmal

Das Römerlager Porta Westfalica (auch: Römerlager Barkhausen) war ein römisches Militärlager aus augusteischer Zeit am linken Ufer der Weser, das als Marschlager römischer Truppen diente. Es befindet sich im Stadtteil Barkhausen der ostwestfälischen Stadt Porta Westfalica im Kreis Minden-Lübbecke. Es wurde im Jahre 2008 entdeckt und in der Folgezeit archäologisch untersucht, wobei eine Nutzung des Geländes als Gräberfeld von der Bronzezeit bis ins Frühe Mittelalter nachgewiesen werden konnte.

## Lage
Das Areal des Römerlagers liegt westlich der Weser in Barkhausen auf einer flachen Geländeterrasse. Unmittelbar südlich davon verlässt der von Süden kommende Fluss das Weserbergland und fließt in Richtung Norden in die Norddeutsche Tiefebene ein. Dabei durchbricht er das Weser- und das Wiehengebirge und bildet die Porta Westfalica, durch die seit vorgeschichtlicher Zeit Verkehrswege führen. Dementsprechend fanden sich bei Ausgrabungen menschliche Spuren vom Neolithikum bis in die jüngste Zeitgeschichte. Das Gelände ist heute nahezu vollständig überbaut.

## Ausgrabungen und Funde

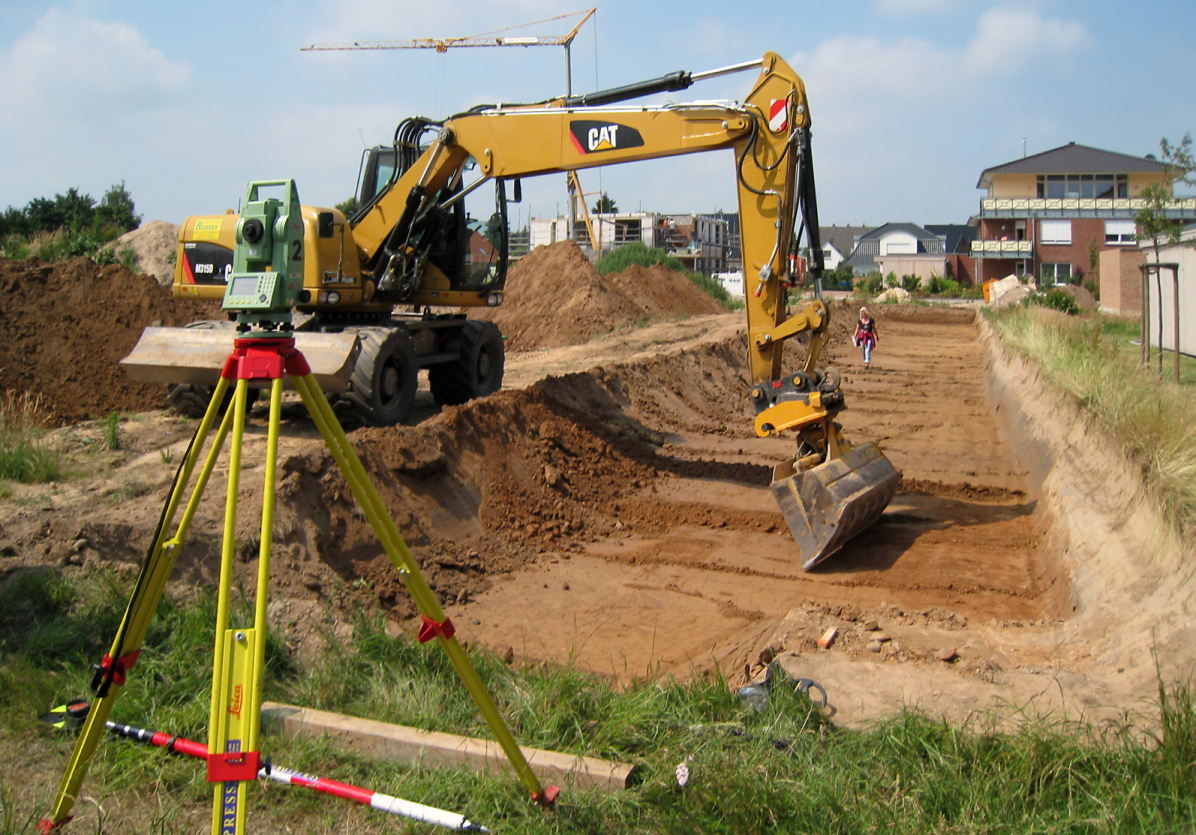
Ausgrabungsarbeiten mit dem Bagger

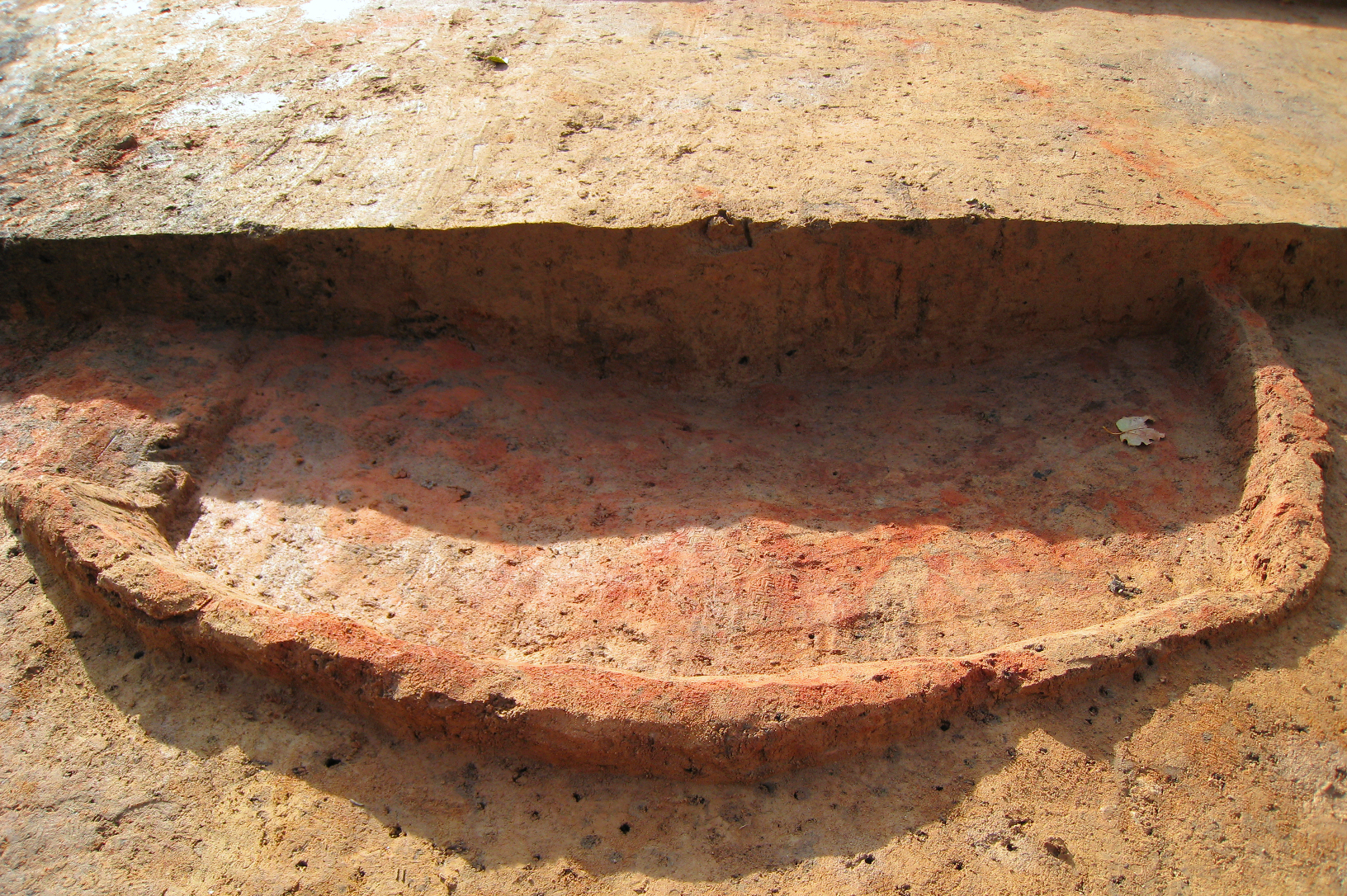
Reste eines römischen Feldbackofens

Der Fundplatz wurde am 8. Juli 2008 durch lizenzierte Sondengänger während der Untersuchungen des Bodenaushubs, der bei der Erschließung des Baugebietes „Auf der Lake“ anfiel, zufällig entdeckt. Es war die einzige größere, nicht bebaute Fläche im Ort. Bereits 1950 wurde in etwa 150 Meter Entfernung  eine römische Goldmünze aus augusteischer Zeit entdeckt.
Der Fund einer römischen Aucissafibel und römischer Bronzemünzen veranlasste die Entdecker zu einer sofortigen Meldung an das zuständige Fachamt für Bodendenkmalpflege, in diesem Fall die Außenstelle Bielefeld der LWL-Archäologie für Westfalen. Die begann kurzfristig mit einer Rettungsgrabung unter Beteiligung von ehrenamtlich tätigen Sondengängern.
Die Grabungen auf einer Fläche von 30.000 m² dauerten bis zum Jahr 2011 an und brachten 878 Befunde sowie eine große Anzahl an Fundstücken von der Bronzezeit bis zur Frühen Neuzeit zutage. Die Vielzahl der Funde deutet darauf hin, dass der Ort aufgrund der durchführenden Verkehrswege zu verschiedenen Zeiten als Lagerplatz genutzt wurde.
Zu den Funden aus der augusteischen Epoche gehört römische Militärausrüstung wie Zeltheringe, Schuhnägel von Legionärssandalen, zehn Fibeln, der Verschluss eines Kettenpanzers, Bleilote zur Geländevermessung sowie eine Wurfspeerspitze und zwei Lanzenspitzen. Es wurden über 100 römische und keltische Münzen gefunden, durch die sich zwei Zeithorizonte abzeichnen. Auf die Zeit der Drusus-Feldzüge von 12 bis 9 v. Chr. weisen eine gallische Kleinbronze der Remer und acht in Gallien geprägte Münzen. Charakteristisch für die Zeit nach Christi Geburt sind zwei Gaius-Lucius-Denare, elf in Lyon und Rom geprägte Münzen sowie vier keltische Kleinbronzen.
Im Gelände wurden die Reste von 30 aus Lehm gefertigten römischen Feldbacköfen lokalisiert. Ein für römische Marschlager typischer V-förmiger Spitzgraben konnte nicht entdeckt werden.
Die Funde weisen auf eine Anwesenheit römischer Truppen während der augusteischen Germanenkriege, also von 12 v. Chr. bis 16 n. Chr., hin. Es wird angenommen, dass das Lager nicht dauerhaft besetzt war, sondern nur zum zeitweiligen Aufenthalt diente.
Der Landschaftsverband Westfalen-Lippe vermutete, dass sich der römische Feldherr Varus in dem Lager aufgehalten habe, bevor er in die Schlacht gezogen sei. Die Fundstelle passe zu den historischen Quellen. Auch sei die Distanz von den römischen Lippelagern nach Kalkriese plausibel. Das Römerlager Porta Westfalica war in zwei Tagesmärschen von dem 2017 entdeckten Römerlager Bielefeld-Sennestadt zu erreichen.

Fundstücke
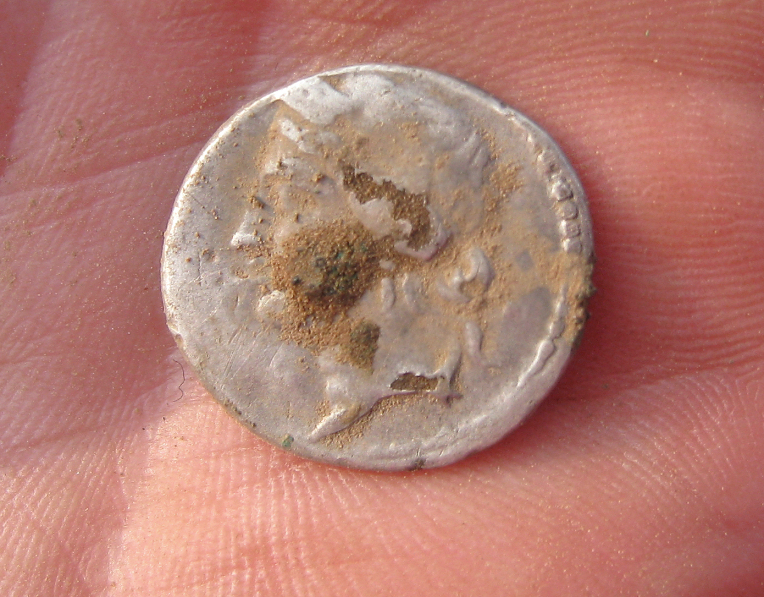
Römischer Denar, 42 v. Chr.
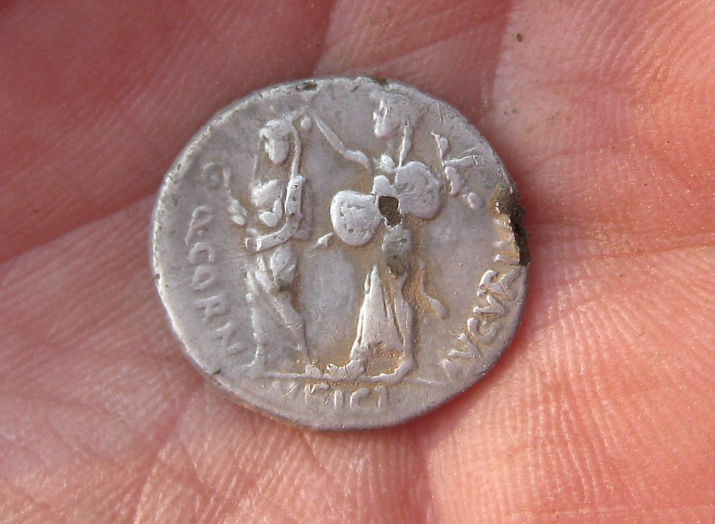
Revers des römischen Denars, 42 v. Chr.
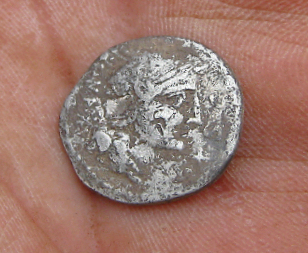
Römische Silbermünze
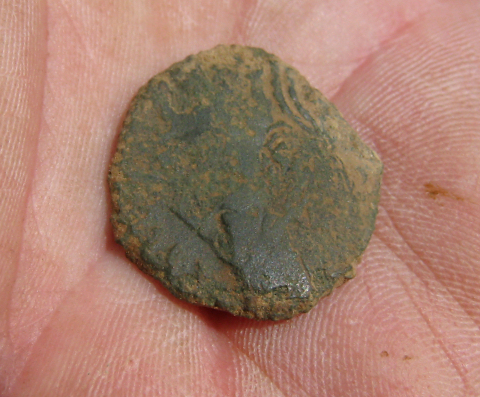
Kleinbronzemünze
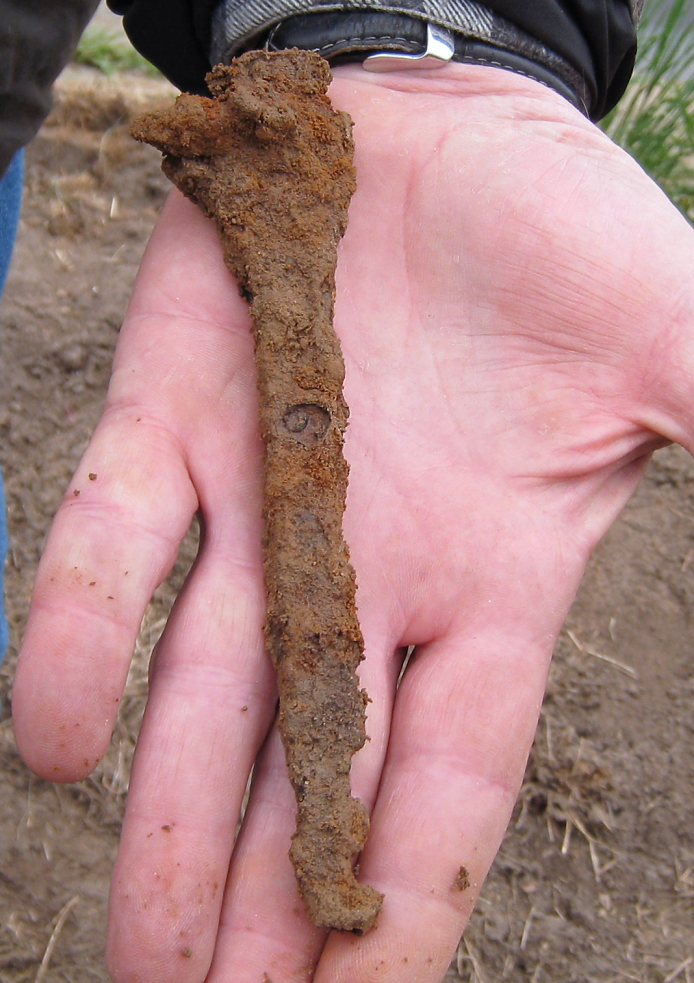
Römischer Zelthering

## Funde aus anderen Epochen
Im Rahmen der Ausgrabungen konnten auch Funde aus anderen Epochen gemacht werden. Dazu gehören u. a. ein Urnengräberfeld aus dem ersten vorchristlichen Jahrtausend, Keramikreste aus der vorrömischen Eisenzeit, ein Langsax aus der Zeit Karls des Großen, eine Fibel aus dem 9. Jahrhundert sowie eine Silbermünze aus dem Jahr 1621.

## Ausstellung der Funde
Kurz nach Bekanntwerden der Bedeutung des Fundplatzes, der Ausgrabung und den damit verbundenen Kosten gründete sich 2008 der „Förderverein Römerlager Barkhausen e. V.“. Gegründet wurde der Verein auf Bestreben des Landschaftsverbands Westfalen-Lippe und der Stadt Porta Westfalica. Vorsitzender wurde der damalige Bürgermeister der Stadt Porta Westfalica Stephan Böhme. Der Verein bezahlte die Personal- und Sachkosten der Grabung, soweit sie nicht von der öffentlichen Hand getragen wurden. Die beiden Investoren der Baumaßnahmen finanzierten mit mindestens 150.000 Euro den Verein, der weitere Spenden generierte. 2020 wurde der Förderverein aufgelöst.
Einige der Funde und Ergebnisse der Ausgrabungen waren seit 2013 im Foyer des Business Centers Barkhausen ausgestellt. 2021 wurde die Ausstellung nach zwei Jahren ohne Trägerschaft in ihrer bisherigen Form aufgelöst. Vor Ort befindet sich heute noch eine Dauerausstellung zum Römerlager und zu weiteren Funden, die 2022 neu konzipiert wurde. Ergänzt wird die Ausstellung seither durch einen weiteren Teil, in dem unterschiedliche ur- und frühgeschichtliche Funde aus dem Bereich der Stadt Porta Westfalica präsentiert werden. Betrieben wird dieses Kleinstmuseum seit der Wiedereröffnung am 26. Februar 2022 von einer Arbeitsgruppe der Gesellschaft zur Förderung der Bodendenkmalpflege im Kreis Minden-Lübbecke e. V. und dem Verein Natur- und Heimatpflege Porta e. V. (NHP). Die LWL-Archäologie für Westfalen unterstützt die Ausstellung mit Dauerleihgaben.